# Lodewijk Frederik I van Schwarzburg-Rudolstadt
Lodewijk Frederik I (Rudolstadt, 25 oktober 1667 - aldaar, 24 juni 1718) was vorst van Schwarzburg-Rudolstadt van 1710 tot 1718. Hij was een zoon van vorst Albert Anton II en gravin Emilie Juliana van Barby-Mühlingen.

## Huwelijk en kinderen

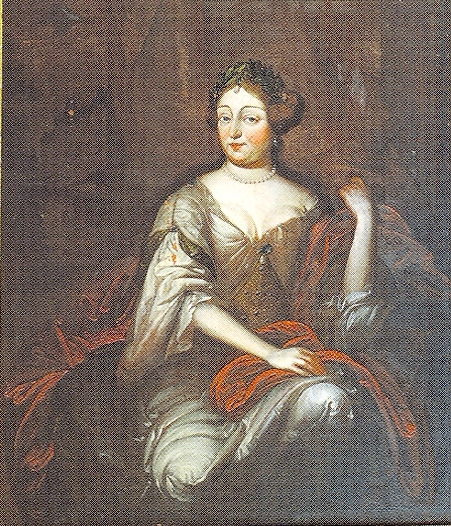
Zijn echtgenote Anna Sophia van Saksen-Gotha-Altenburg.

Hij huwde op 15 oktober 1691 met hertogin Anna Sofia van Saksen-Gotha-Altenburg (Gotha, 22 december 1670 - Rudolstadt, 28 december 1728, dochter van hertog Frederik I. Uit dit huwelijk werden dertien kinderen geboren, waarvan er elf de volwassen leeftijd bereikten:
- Frederik Anton (Rudolstadt, 14 augustus 1692 - aldaar, 1 september 1744), vorst van Schwarzburg-Rudolstadt van 1718 tot 1744
- Sofia Louise (Rathsfeld, 15 juni 1693 - aldaar, 23 mei 1776)
- Sofia Juliana (Rudolstadt, 16 oktober 1694 – Gandersheim, 23 mei 1776)
- Willem Lodewijk (Rudolstadt, 15 februari 1696 – Königsee, 26 september 1757); hij sloot op 4 mei 1726 te Leipzig een morganatisch huwelijk met Henriette Caroline Gebaur (5 juni 1706 – 9 maart 1784); hun nakomelingen droegen de titel baron/barones van Brockenburg
- Albert Anton (Rudolstadt, 16 juli 1698 – Palermo, 24 maart 1720)
- Emilie Juliana (Rudolstadt, 21 juli 1699 – Römhild, 31 augustus 1774)
- Anna Sofia (Rathsfeld, 11 september 1700 – Römhild, 11 december 1780); ∞ (Rudolstadt, 3 januari 1723 hertog Frans Jozias van Saksen-Coburg-Saalfeld (Saalfeld, 25 september 1697 – Rodach, 16 september 1764)
- Dorothea Sofia (Rudolstadt, 28 januari 1706 – aldaar, 14 november 1737), tweeling met:
- Louise Frederika (Rudolstadt, 28 januari 1706 – Schwarzburg, 11 september 1787)
- Magdalena Sybilla (Rudolstadt, 5 mei 1707 - Gandersheim, 26 februari 1795)
- Lodewijk Gunther II (Rudolstadt, 22 oktober 1708 – aldaar, 29 augustus 1790) vorst van Schwarzburg-Rudolstadt van 1767 tot 1790